# Billy Miller (ator)
William John Miller II (Tulsa-Oklahoma, 17 de setembro de 1979 – Austin-Texas, 15 de setembro de 2023) foi um ator estadunidense. Ele foi mais conhecido por seus papéis em  The Young and the Restless e General Hospital.

## Morte
Miller morreu no dia 15 de setembro de 2023, aos 43 anos em Austin, Texas, Estados Unidos.

## Filmografia
| Ano       | Título                         | Papel                | Nota(s)                       |
| --------- | ------------------------------ | -------------------- | ----------------------------- |
| 2006      | CSI: NY                        | Will Graham          | episódio: "Live or Let Die"   |
| 2007–2008 | All My Children                | Richie Novak         |                               |
| 2008–2014 | The Young and the Restless     | Billy Abbott         |                               |
| 2011      | Justified                      | James Earl Dean      | episódio: "The Moonshine War" |
| 2011–2012 | Ringer                         | Charlie Young        | Papel recorrente              |
| 2012      | Fatal Honeymoon                | Gabe Watson          | Telefilme (Lifetime)          |
| 2013      | Castle                         | Mickey Gerhardt      | episódio: "Number One Fan"    |
| 2014      | CSI: Crime Scene Investigation | Oficial Robert Dolan | episódio: "The Fallen"        |
| 2014–2019 | General Hospital               | Jason Morgan         |                               |
| 2014–2019 | General Hospital               | Drew Cain            |                               |
| 2014      | Major Crimes                   | Anthony Hunt         | episódio: "Down the Drain"    |
| 2015–2019 | Suits                          | Marcus Specter       | 4 episódios                   |
| 2017      | Ray Donovan                    | Todd Doherty         | 3 episódios                   |

| Ano  | Título            | Papel              | Nota(s)           |
| ---- | ----------------- | ------------------ | ----------------- |
| 2009 | Remembering Nigel | ele mesmo          |                   |
| 2011 | Ripper            | Edward             | Curta-metragem 3D |
| 2014 | Bad Blood         | no Sótão da igreja |                   |
| 2015 | American Sniper   | Recrutador Naval   |                   |